# Spathodea
Spathodea is een geslacht uit de trompetboomfamilie (Bignoniaceae). Het geslacht telt slechts een soort die voorkomt in tropische droge bossen in Sub-Saharaans Afrika.

## Soorten
- Spathodea campanulata P.Beauv.

... · 
Campsis (Trompetklimmer) · 
Catalpa (Trompetboom) · 
Crescentia · 
Kigelia · 
Martinella · 
Spathodea · 
Stereospermum · 
...